# 卡罗法

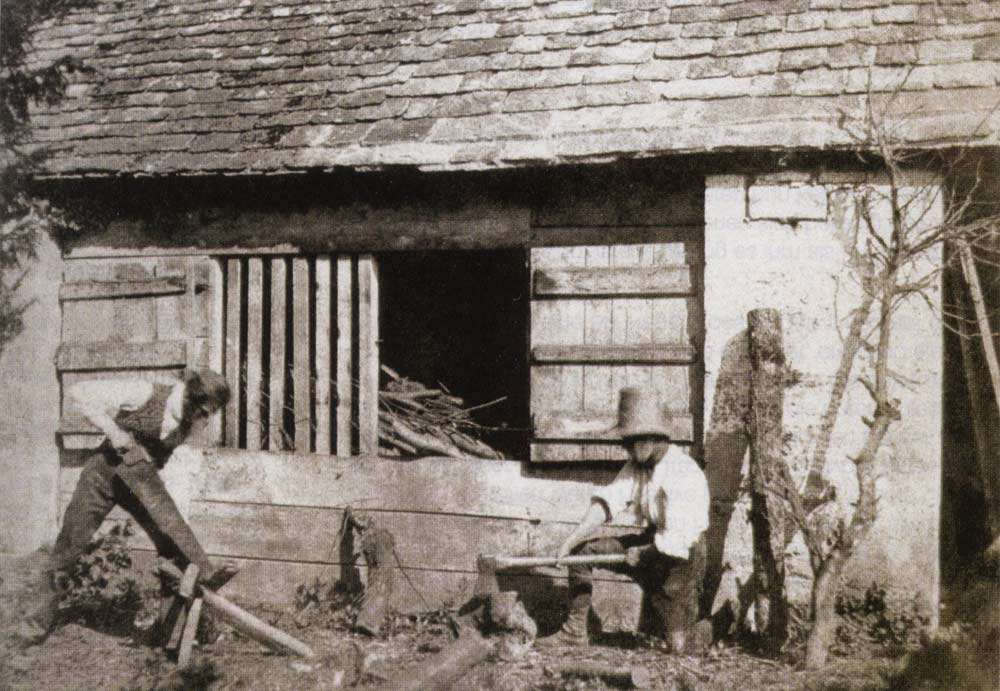
卡羅法拍攝的照片

卡罗法（英語：Calotype）是英国發明家威廉·福克斯·塔尔博特在1841年發表的攝影方法。據悉，塔爾博特在1835年，用塗上氯化銀溶液的高級書寫紙張，拍攝世上第一張負像照片，即後來所謂的負片。通過接觸式印相，可獲得正像照片，由此開創出由負轉正的攝影工藝。
卡羅法的名字來自希臘語。

## 产生
塔尔博特在1834年发现了卤化银的感光性能以及浓盐水的定影作用。于是他进行实验，将一张强度较高的纸先在氯化钠溶液中浸泡，在晾干后再放入硝酸银溶液中浸泡。使氯化钠与硝酸银反应，在纸上生成可感光的氯化银。之后这张可感光的纸就可放入相机中曝光得到负片了。再将负片与另一张可感光但未经曝光的纸重叠，曝光定影后即可得正片。且存留的负片可反复使用，继续得到正片。1835年，他用这种方法拍摄了自己住所的窗户，得到了世界上第一张负片。1840年，他对原有的方法进行改进。使用含碘化银的显影液，缩短了曝光时间，加固了负片上的图像。1841年，他申请的专利权终于得到了认可，这一方法也得人们所熟知，隨後他命名为卡罗式摄影法。注意到这一发明的还有当时的天文学家赫谢尔，他在1818年就发现了硫代硫酸钠对银盐的优良溶解效果。他很快联系了塔尔博特，将这一发现分享给他。于是，之后的定影剂用的就是硫代硫酸钠，且一直沿用至今。